# Riverdale Park (Califórnia)
Riverdale Park é uma Região censo-designada localizada no estado americano da Califórnia, no Condado de Stanislaus.

## Demografia
Segundo o censo americano de 2000, a sua população era de 1094 habitantes.

## Geografia
De acordo com o United States Census Bureau tem uma área de 3,7 km², dos quais 3,7 km² cobertos por terra e 0,0 km² cobertos por água.

## Localidades na vizinhança
O diagrama seguinte representa as localidades num raio de 8 km ao redor de Riverdale Park.